# Gmina Wyrzysk
Die Gmina Wyrzysk ist eine Stadt-und-Land-Gemeinde im Powiat Pilski der Woiwodschaft Großpolen in Polen. Ihr Sitz ist die gleichnamige Stadt (deutsch Wirsitz) mit etwa 5150 Einwohnern.

## Geographie

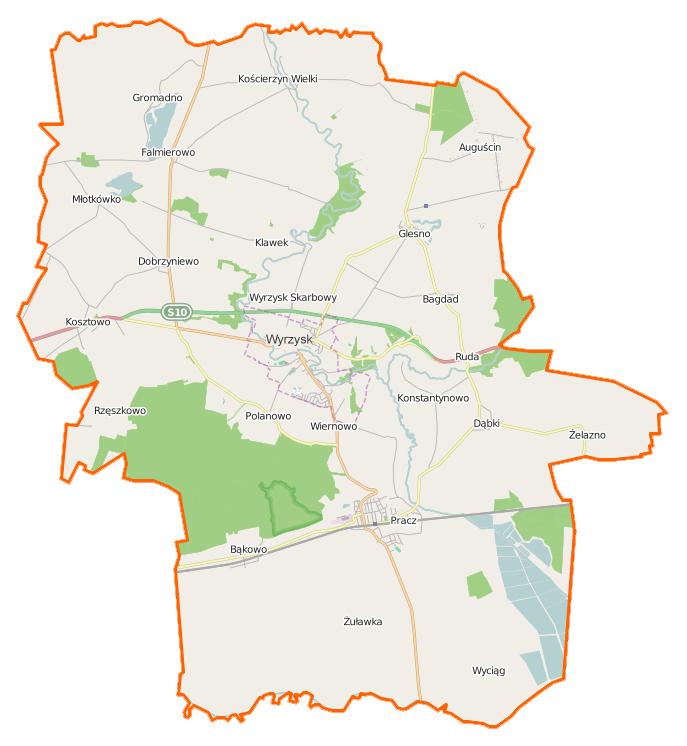
Karte der Gemeinde

Die Gemeinde liegt im Nordosten der Woiwodschaft in der historischen Krajna und grenzt im Osten an die Woiwodschaft Kujawien-Pommern. Die Kreisstadt Piła (Schneidemühl) liegt etwa 35 Kilometer westlich, Bydgoszcz (Bromberg) 45 Kilometer östlich und Posen 80 Kilometer südlich. Nachbargemeinden sind die Gemeinden Łobżenica im Norden, Sadki und Kcynia im Osten und Südosten – beide in der Woiwodschaft Kujawien-Pommern gelegen, Gołańcz und Szamocin im Süden sowie Białośliwie und Wysoka im Westen.
Die Südgrenze der Gemeinde und des Powiats wird in weiten Teilen durch den Fluss Netze (polnisch Noteć) gebildet. Die 76 Kilometer lange Łobżonka (Lobsonka) durchzieht das Gemeindegebiet und den Hauptort von Nord nach Süd. Bei Osieka nad Notecią wird sie zu Teichen aufgestaut und mündet in die Netze. Östlich von Wyrzysk mündet die 68 Kilometer lange Orla in die Łobżonka. Höchste Erhebung der Moränenlandschaft ist die 192 Meter (n.p.m.) hohe Dębowa Góra.
Die Gemeinde hat eine Fläche von 159 km², von der 73 Prozent land- und 13 Prozent forstwirtschaftlich genutzt werden. Sechzig Prozent der Gemeindefläche steht unter Naturschutz.

## Geschichte
Das heutige Gemeindegebiet gehörte unterbrochen durch die deutsche Besatzungszeit im Zweiten Weltkrieg von 1920 bis 1938 zur Woiwodschaft Posen, 1938–1939 und 1945–1950 zur Woiwodschaft Pommern mit unterschiedlichen Zuschnitt. – Die deutsche Minderheit wurde nach dem Weltkrieg vertrieben.
Im Jahr 1950 kam das Gemeindegebiet zur Woiwodschaft Bydgoszcz und von 1975 bis 1998 zur Woiwodschaft Piła. Der Powiat Wyrzyski wurde 1975 aufgelöst. Die Landgemeinde Wyrzysk wurde nach 1954 wiederholt in verschiedene Gromadas umgewandelt und zum 1. Januar 1973 neu geschaffen. Stadt- und Landgemeinde Wyrzysk wurden 1990/1991 zur Stadt-und-Land-Gemeinde zusammengelegt. Diese gehört seit 1999 zur Woiwodschaft Großpolen und zum Powiat Pilski.

## Gliederung
Zur Stadt-und-Land-Gemeinde (gmina miejsko-wiejska) Wyrzysk mit 13.835 Einwohnern (Stand 31. Dezember 2020) gehören die Stadt selbst und 20 Dörfer mit 19 Schulzenämtern (sołectwa). Die Dörfer Karolewo und Wiernowo haben ein gemeinsames Schulzenamt.
Schulzenämter sind (deutsche Namen, amtlich bis 1945):
- Auguścin (Augustenhof)[6]
- Bąkowo (Königsdorf, 1939–1945 Königsdorf, Kr. Wirsitz)[6]
- Dąbki (Dombke)[6]
- Dobrzyniewo (Dobrzyniewo, 1939–1945 Dobbertin)[5]
- Falmierowo (Falmierowo, 1939–1945 Charlottenburg)[5]
- Glesno (Glesno, 1942–1945 Glessen)[5]
- Gromadno (Gromaden, 1942–1945 Schwabensee)
- Karolewo-Wiernowo ?-(Königstreue)[6]
- Konstantynowo (Konstantinowo, 1942–1945 Köstenhauland)[5]
- Kosztowo (Kosztowo, 1939–1945 Friedrichshöhe)[5]
- Kościerzyn Wielki (Karlsbach?)[7]
- Młotkówko (Mlotkowko, 1939–1945 Seeburg)[5]
- Osiek nad Notecią (Ossiek, 1939–1942 Netzthal, 1942–1945 Netztal)[5]
- Polanowo (Eichfelde, 1939–1945 Eichfelde, Kr. Wirsitz)[6]
- Ruda (Ruda, 1939–1945 Johannisburg)[5]
- Rzęszkowo (Rzenszkowo)[5]
- Wyrzysk Skarbowy (Wirsitz-Amt, 1942–1945 Wirsitzamt)[5]
- Żelazno (Zelazno, 1939–1945 Schellhof)[8]
- Żuławka (Zulawka, 1939–1945 Friedrichshorst)[5]

Weitere kleinere Ortschaften der Gemeinde sind diesen Schulzenämtern zugeordnet:
- Anusin (zu Rzęszkowo)
- Bagdad (zu Glesno)
- Bielawy Nowe (zu Glesno)
- Gleszczonek (zu Glesno)
- Klawek (zu Wyrzysk Skarbowy)
- Komorowo (zu Bąkowo)
- Marynka (zu Glesno)
- Masłowo (zu Kościerzyn Wielki)
- Ostrówek (zu Osiek nad Notecią)
- Polinowo (zu Falmierowo)
- Pracz (zu Osiek nad Notecia)
- Wyciąg (zu Osiek nad Notecią)
- Zielona Góra (zu Osiek nad Notecią)

Bei Kościerzyn Wielki liegt der alte Gutshof Hercowo.

## Verkehr

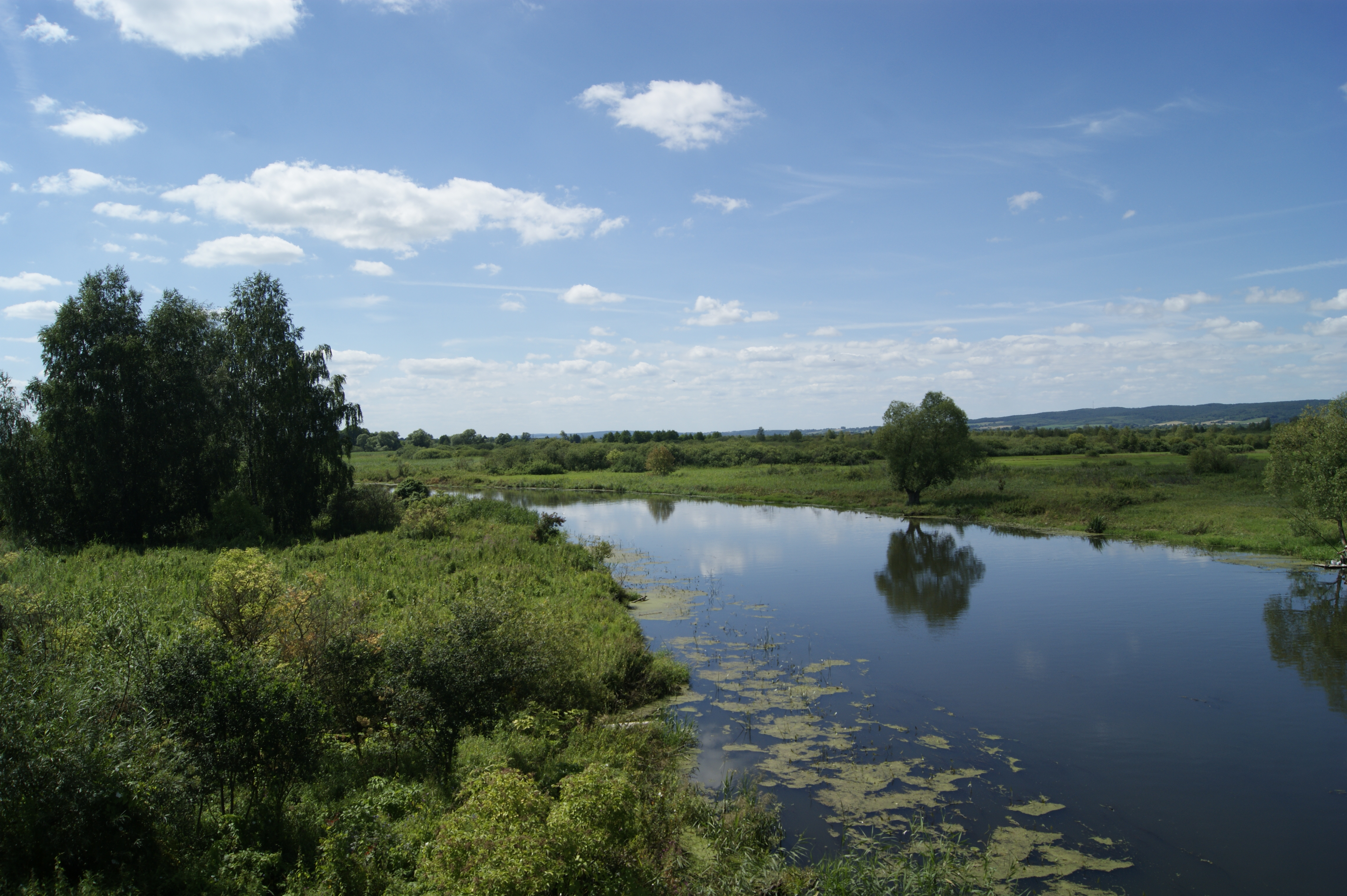
Die Netze/Noteć bei Osieka

Die Schnellstraße S10 verbindet die Gemeinde mit der Nachbarstadt Wysoka und führt als Landesstraße DK10 (droga krajowa 10) über die Kreisstadt Piła weiter nach Suchań (Zachan) im Westen. In östlicher Richtung führt die Schnellstraße S10 nach Bydgoszcz und in unterschiedlichen Ausbaustufen als S10/DK10 weiter in südöstlicher Richtung in den Großraum Warschau. Die Woiwodschaftsstraße DW242 durchzieht die Gemeinde von Nordwesten nach Südosten. Sie führt von Więcbork (Vandsburg) nach Morakowo (Morakowo/Morkau) im Süden.
Der Bahnhof Wyrzysk Osiek liegt südlich der Stadt im Dorf Osiek nad Notecią an der Bahnstrecke Kutno–Piła (Ostbahn-Strecke seit 1851), die dem Fernverkehr von und nach Warschau dient. – Die Wirsitzer Kreisbahn (1920 Wyrzyskie Koleje Powiatowe und 1948 Bydgosko-Wyrzyskie Koleje Dojazdowe) führte nie durch ihren namensgebenden Ort, sondern bediente von 1895 bis 1980 Orte in den heutigen Nachbargemeinden. 
Der nächste internationale Flughafen ist Bydgoszcz.

## Persönlichkeiten
Der bekannteste Sohn der Stadt Wirsitz ist der deutsch-amerikanische Raketenpionier Wernher von Braun (1912–1977). Franciszek Ksawery Rydzyński war von 1795 bis 1814 Bischof von Kulm.